# 2014년 선댄스 영화제
제30회 선댄스 영화제는 2014년 1월 16일에 열린 시상식이다.

## 수상 및 후보

### 심사위원대상(미국 드라마)
- 위플래쉬 - 데이미언 셔젤 수상

### 심사위원대상(미국 다큐멘터리)
- 리치 힐 - 트레이시 드로즈 트라고스 외 1명 수상

### 심사위원대상(월드시네마 드라마틱)
- 투 킬 어 맨 - 알레한드로 페르난데즈 알멘드라스 수상

### 심사위원대상(월드시네마 다큐멘터리)
- 홈스는 불타고 있다 - 타달 델키 수상

### 관객상(미국 드라마)
- 위플래쉬 - 데이미언 셔젤 수상

### 관객상(미국 다큐멘터리)
- 그 노래를 기억하세요? - 마이클 로사토-베넷 수상

### 관객상(월드시네마 드라마틱)
- 디프렛 - 제레자네이 버헤인 머하리 수상

### 관객상(월드시네마 다큐멘터리)
- 더 그린 프린스 - 나다브 쉬르만 수상

### 관객상(베스트 오브 넥스트)
- 임페리얼 드림즈 - 말릭 비탈 수상

### 감독상(미국 드라마)
- 피싱 위드아웃 네트 - 커터 호디언 수상

### 감독상(미국 다큐멘터리)
- 더 케이스 어게인스트 8 - 라이언 화이트 외 1명 수상

### 감독상(월드시네마 드라마)
- 52번의 화요일 - 소피 하이드 수상

### 감독상(월드시네마 다큐멘터리)
- 지구에서의 2만일 - 이아인 포사이스 외 1명 수상

### 각본상(미국 드라마)
- 더 스켈리턴 트윈스 - 크레이그 존슨 외 1명 수상

### 각본상(월드시네마)
- 블라인드 - 에실 보그트 수상

### 편집상(미국 다큐멘터리)
- 왓쳐스 오브 더 스카이 - 에뎃 벨즈버그 수상

### 편집상(월드시네마 다큐멘터리)
- 지구에서의 2만일 - 이아인 포사이스 외 1명 수상

### 촬영상(미국 드라마)
- 로우 다운 - 제프 프레이스 수상

### 촬영상(미국 다큐멘터리)
- E-팀 - 로스 카우프만 외 1명 수상

### 촬영상(월드시네마 드라마틱)
- 릴팅 - 홍 카우 수상

### 촬영상(월드시네마 다큐멘터리)
- 해피니스 - 토마스 발메스 수상

### 심사위원특별상(미국 드라마)
- 쿠미코, 더 트레져 헌터 - 데이비드 젤너 수상
- 디어 화이트 피플 - 저스틴 시미엔 수상

### 심사위원특별상(미국 다큐멘터리)
- 더 오버나이터스 - 제시 모스 수상
- 왓쳐스 오브 더 스카이 - 에뎃 벨즈버그 수상

### 심사위원특별상(월드시네마 드라마틱)
- 갓 헬프 더 걸 - 스튜어트 머독 수상

### 심사위원특별상(월드시네마 다큐멘터리)
- 우리가 우방입니다 - 휴베르트 소퍼 수상

### 심사위원대상-단편
- 오브 갓 앤 독스 - 아부나다라 컬렉티브 수상

### 심사위원상-미국단편
- 그레고리 고 붐 - 자니크자 브라보 수상

### 심사위원상-단편다큐멘터리
- 이것이 영상에 가장 가까운 것이다 - 유발 헤임리 외 1명 수상

### 심사위원상-단편애니메이션
- 이어북 - 베르나르도 브리토 수상

### 심사위원특별상-유니크 비전
- 랫 팩 랫 - 토드 로할 수상

### 심사위원특별상-단편다큐멘터리
- 러브. 러브. 러브. - 샌드히야 데이지 선다람 수상

### 심사위원특별상-앙상블연기
- 버거 - 망구스 모크 수상

### 관객상 - 단편
- 셔플 페럴러스 - 매튜 레스너 수상

### 알프레드 P. 슬로안 상
- 아이 오리진스 - 마이크 카힐 수상

### 미국 드라마틱 경쟁
- 캠프 엑스레이 - 피터 새틀러
- 콜드 인 줄라이 - 짐 미클
- 디어 화이트 피플 - 저스틴 시미엔
- 가즈 포켓 - 존 슬래터리
- 해피 크리스마스 - 조 스완버그
- 헬리온 - 캣 캔들러
- 인피니틀리 폴러 베어 - 마야 포브스
- 제이미 막스 이즈 데드 - 카터 스미스
- 쿠미코, 더 트레져 헌터 - 데이비드 젤너
- 라이프 애프터 베스 - 제프 바에나
- 더 스켈리턴 트윈스 - 크레이그 존슨
- 슬립 워커 - 모나 파스트볼드
- 송 원 - 케이트 베커-플로이랜드

### 미국 다큐멘터리 경쟁
- 올 더 뷰티풀 띵즈 - 존 D. 하크라이더
- 캡티베이티드: 더 트라이얼스 오브 파멜라 스마트 - 제레미아 자가
- 세자르즈 라스트 패스트 - 리처드 레이 페레즈 외 1명
- 디노사우르 13 - 토드 더글라스 밀러
- 페드 업 - 스테파니 소크틱
- 더 인터넷 오운 보이: 더 스토리 오브 애론 스와르츠 - 브라이언 나펜베게르
- 아이보리 타워 - 앤드류 로지
- 마르마토 - 마크 그리에코
- 노노: 어 다큐멘터리 - 제프리 라디스
- 더 오버나이터스 - 제시 모스
- 프라이빗 바이얼런스 - 신시아 힐

### 월드시네마 드라마틱 경쟁
- 블라인드 - 에실 보그트
- 더 디서비디언트 - 미나 듀킥
- 갓 헬프 더 걸 - 스튜어트 머독
- 라이어스 다이스 - 지투 모한다스
- 락 차머 - 나탈리아 스미노프
- 빅토리아 - 마야 비트코바
- 습지대 - 다비드 브넨트
- 화이트 쉐도우 - 노아즈 드쉐

### 월드시네마 다큐멘터리 경쟁
- 컨서닝 바이얼런스 - 요란 올손
- 러브 차일드 - 발레리 비치
- 미스터 엑스 - 테사 루이즈-살로메
- 마이 프레리 홈 - 첼시 맥멀란
- 더 노토리어스 미스터 바우트 - 막심 포즈도롭킨 외 1명
- 세피데-리칭 포 더 스타즈 - 배릿 매드슨
- 위 컴 애즈 프렌즈 - 휴베르트 소퍼
- 웹 정키 - 쇼쉬 슐람

### 단편영화 부문
- 130919, 어 포트레이트 오브 마리나 아브라모비치 - 매튜 플랏책
- 2걸즈 1케이크 - 젠스 달
- 아프로너츠 - 프란세스 보도모
- 알러지 투 오리지널리티 - 드류 크리스티
- 아스티그마티스모 - 니콜라이 트로신스키
- 베스트 - 윌리엄 올드로이드
- 더 빅 하우스 - 무사 시드
- 블랙 멀베리 - 가브리엘 라즈마드제
- 블레임 잇 온 더 씨굴 - 쥘리 엥가스
- 더 브레이비스트, 더 볼디스트 - 문 몰슨
- 버터 램프 - 하오웨이 후
- 캐서린 - 딘 플레이셔-캠프
- 카리아그러피 - 데이빗 레드몬 외 1명
- 크라임: 더 애니메이티드 시리즈 - 앨릭스 램버트 외 1명
- 크루징 일렉트릭 (1980) - 브럼비 보일스턴
- 던 - 로즈 맥고완
- 디그 - 토비 할브룩스
- 더 엔드 오브 이팅 에브리띵 - 왕게치 무투
- 익스체인지 & 마트 - 카라 코놀리 외 1명
- Fe26 - 케빈 제롬 에버슨
- 퍼넬 - 앤드레 하이랜드
- 어 홀 인 더 스카이 - 안토니오 티발디 외 1명
- 핵트 써킷 - 데보라 스트라트맨
- 히어 컴 더 걸스 - 영진 이
- 히어 아 엠... 데어 유 아.. - 디클라 지카 엘카슬라시
- 아임 어 미츠버 - 벤 베르만
- 더 이매큘러트 리셉션 - 샤롯 글린
- 조나단즈 체스트 - 크리스토퍼 래드클리프
- 끄까시 - 디판 시나 노르만
- 더 라스트 데이즈 오브 피터 버그만 - 시아란 캐시디
- 라이프즈 어 비취 - 프랑소와 자로스
- 더 라이언즈 마우스 오픈즈 - 루시 워커
- 마릴린 마일러 - 마이키 플리즈
- 마스터 머슬스 - 에프렌 헤르난데즈
- 미 + 허 - 조셉 옥스포드
- 미튜브: 어거스트 싱스 카르멘 '하바네라' - 다니엘 모쉘
- 미 니나 미 비다 - 얀 지루
- 모어 댄 투 아워스 - 알리 아스가리
- 마이 센스 오브 모더스티 - 세바스찬 바일리
- 미스테리 - 체마 가르시아 이바라
- 노트 온 블라인드니스: 레인폴 - 피트 미들턴 외 1명
- 디 아브비어스 차일드 - 스티븐 어윈
- 원 빌리언 라이징 - 이브 엔슬러 외 1명
- 패서 패서 - 루이스 몰턴
- 펄슨 투 펄슨 - 더스틴 가이 디파
- 팬텀 림 - 알렉스 그리그
- 피스, 피스 - 박재인
- 플레저 - 닌자 티버그
- 더 프레젠트 - 조시에
- 랫 팩 랫 - 토드 로할
- 리멤버링 더 아티스트, Sr.로버트드니로 - 페리 펠츠 외 1명
- 서브칸셔스 패스워드 - 크리스 랜드레스
- 신드로메다 - 패트릭 엑런드
- 팀 앤 수잔 해브 매칭 핸드건즈 - 조 캘랜더
- 언턱드 - 대니 푸디
- 버베이팀 - 브렛 웨이너
- 웨이크닝 - 다니스 고렛
- 화이트 모닝 - 폴 바릿

### 넥스트
- 어프로프리에이트 비헤이비어 - 디자이리 아카반
- 드렁크타운즈 파이니스트 - 시드니 프리랜드
- 더 폭시 멀킨스 - 마들렌 올넥
- 어 걸 웍스 홈 얼론 앳 나잇 - 애나 릴리 아미푸르
- 랜드 호! - 마사 스티븐스 외 1명
- 리슨 업 필립 - 알렉스 로스 페리
- 멤피스 - 팀 서튼
- 오브비어스 차일드 - 길리안 로베스피에르
- 핑퐁 써머 - 마이클 툴리
- 워 스토리 - 마크 잭슨

### 미드나잇
- 더 바바둑 - 제니퍼 켄트
- 쿠티스 - 조나단 밀롯 외 1명
- 데드 스노우 레드 vs 데드 - 토미 위르콜라
- 더 게스트 - 애덤 윈가드
- 킬러스 - 모 브라더스
- 더 시그널 - 윌리엄 유뱅크
- 언더 더 일렉트릭 스카이 (EDC 2013) - 댄 컷포스 외 1명
- 왓 위 두 인 더 섀도우즈 - 타이카 와이티티

### 스팟라이트
- 블루 루인 - 제레미 솔니에
- 더블 - 리처드 아요데
- 이다 - 파벨 포리코브스키
- 로크 - 스티븐 나이트
- 런치 박스 - 리테쉬 바트라
- 오직 사랑하는 이들만이 살아남는다 - 짐 자무쉬
- R100 - 마츠모토 히토시
- 호수의 이방인 - 알랭 기로디

### 프리미어
- 캘버리 - 존 마이클 맥도나프
- 프랭크 - 레니 에이브러햄슨
- 히트 - 데이빗 크로스
- 래기스 - 린 쉘튼
- 리틀 액시던츠 - 사라 코랑겔로
- 러브 이즈 스트레인지 - 아이라 잭스
- 모스트 원티드 맨 - 안톤 코르빈
- 닉 오퍼맨: 아메리칸 햄 - 조던 복트-로버츠
- 더 원 아이 러브 - 찰리 맥도웰
- 레이드 2 : 리탤리에이션 - 가렛 에반스
- 러덜러스 - 윌리암 H. 머시
- 데이 케임 투게더 - 데이빗 웨인
- 더 트립 투 이탈리아 - 마이클 윈터바텀
- 더 보이스 - 마르잔 사트라피
- 화이트 버드 인 어 브리자드 - 그렉 아라키
- 영 원스 - 제이크 팰트로

### 다큐멘터리 프리미어
- 더 배터드 배스터즈 오브 베이스볼 - 채프먼 웨이 외 1명
- 파인딩 펠라 - 알렉스 기브니
- 프리덤 서머 - 스탠리 넬슨
- 해피 밸리 - 아미르 바-레브
- 라스트 데이즈 인 베트남 - 로리 케네디
- 라이프 잇셀프 - 스티브 제임스
- 미트 - 그렉 화이트리
- 디스 메이 비 더 라스트 타임 - 스터린 하조
- 투 비 타케이 - 제니퍼 M. 크룻
- 위 아 더 자이언트 - 그렉 바커
- 와이티: 유나이티드 스테이츠 오브 아메리카 v.제임스 J.벌거 - 조 벨링거

### 선댄스 키즈
- 어네스트와 셀레스틴 - 뱅상 파타르
- 집 앤 잽 앤 더 마블 갱 - 오스카 산토스 고메즈

### 뉴 프론티어
- 더 베러 앤젤스 - A.J. 에드워즈
- 더 걸 프롬 나가사키 - 미셸 몬테
- 힛레코드 온 티비 - 조셉 고든 레빗
- 리빙 스타즈 - 마리아노 콘 외 1명
- 더 메져 오브 올 띵즈 - 샘 그린 외 1명
- 디스 월드 메이드 잇셀프 - 미와 마트레엑
- 쓰루 어 렌즈 다클리:블랙 포토그래퍼스 앤 더 이멀전스 오브 어 피플 - 토마스 알렌 해리스